# Ава-Кацуяма (княжество)
Княжество Ава-Кацуяма (яп. 安房勝山藩 Ава-Кацуяма-хан) — феодальное княжество (хан) в Японии периода Эдо (1622—1871). Ава Кацуяма-хан располагался в провинции Ава (современная префектура Тиба) на острове Хонсю.

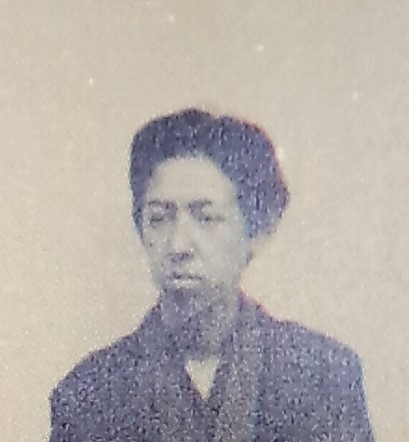
Сакаи Тадаёси (1858—1923), последний (9-й) даймё Ава-Кацуяма-хана (1860—1871)

Административный центр хана: Кацуяма jinya в провинции Ава (современный город Камогава, префектура Тиба).

## История
В течение периода Сэнгоку большую часть полуострова Босо контролировал клан Сатоми. Представителя рода Сатоми вели длительную борьбу с кланом Го-Ходзё из замка Одавара за контроль над регионом Канто. В 1580 году Сатоми Ёриёси (1543—1587) построил замок Татеяма в южной части провинции Ава, чтобы защищать южную часть своих владений и увеличить свой контроль над входом в бухту Эдо. Его сын, Сатоми Ёсиясу, в 1588 году перестроил замок. Он также построил Кацуяма jinya (укрепленный дом) для защиты северо-восточных подходов к замку Татеяма. В 1590 году после взятия замка Одавара регион Канто был передан во владение Токугава Иэясу, который признал клан Сатоми в качестве даймё провинций Ава и Кадзуса с доходом 92 000 коку. После битвы при Сэкигахаре в 1600 году Сатоми Ёсиясу (1573—1603) также получил контроль над районом Касима в провинции Хитати, увеличив свой доход до 122 000 коку. После его смерти в 1603 году его домен унаследовал его сын, Сатоми Тадаёси (1594—1622). Сатоми Тадаёси был женат на дочери Окубо Тадатики и был замешан в инциденте 1614 года, которую сёгунат Токугава использовал в качестве предлога для ликвидации Татеяма-хана.
В 1617 году сёгунат Токугава назначил Найто Киёмасу в качестве правителя бывших владения рода Сатоми, сосредоточенных вокруг Ава-Кацуямы (30 000 коку). Ему было разрешено построить jin’ya (укрепленную резиденцию), а не настоящий замок. Ему наследовал его младший брат, Найто Масакацу, который правил до 1629 года. Его сын, Найто Сигэёри (1628—1690), будучи несовершеннолетним на момент смерти своего отца, был отстранен от наследования. Ава-Кацуяма-хан перешел под прямое управление сёгуната Токугава. Позднее Найто Сигэёри занимал должности дзёдая Осаки (1685—1687) и сёсидая Киото (1687—1690).
В 1668 году Сакаи Тадакуни (1651—1683), занимавший высшие посты в администрации сёгуната, получил доход в размере 10 000 коку и статус даймё. Для него был возрожден домен Ава-Кацуяма-хан. Его потомки управляли княжеством Ава-Кацуяма вплоть до Реставрации Мэйдзи.
В июле 1871 года после административно-политической реформы Ава-Кацуяма-хан был ликвидирован. Первоначально на территории бывшего княжества была создана префектура Кацуяма, которая позднее стала частью префектуры Тиба.

## Список даймё
| #                                 | Имя и годы жизни                            | Годы правления | Титул                    | Ранг                    | Кокудара    |
| --------------------------------- | ------------------------------------------- | -------------- | ------------------------ | ----------------------- | ----------- |
| Род Найто (фудай-даймё) 1622—1629 |                                             |                |                          |                         |             |
| 1                                 | Найто Киёмаса (1603-1623) (яп. 稲葉 正明)   | 1622-1623      | Сюри-но-сукэ (修理亮)    | Пятый нижний (従五位下) | 30,000 коку |
| 2                                 | Найто Масакацу (1608-1629) (яп. 稲葉 正武)  | 1626-1629      | нет                      | нет                     | 30,000 коку |
|                                   | Сёгунат Токугава                            | 1629-1668      |                          |                         |             |
| Род Сакаи (фудай-даймё) 1668—1871 |                                             |                |                          |                         |             |
| 1                                 | Сакаи Тадакуни (1651-1683) (яп. 酒井忠国)   | 1668-1683      | Ямато-но-ками (大和守)   | Пятый нижний (従五位下) | 10,000 коку |
| 2                                 | Сакаи Тадатанэ (1679-1712) (яп. 酒井忠胤)   | 1683-1712      | Этидзэн-но-ками (越前守) | Пятый нижний (従五位下) | 10,000 коку |
| 3                                 | Сакаи Тадаацу (1703-1737) (яп. 酒井忠篤 )   | 1712-1737      | Этидзэн-но-ками (越前守) | Пятый нижний (従五位下) | 10,000 коку |
| 4                                 | Сакаи Тадамото (1726-1756) (яп. 酒井忠大 )  | 1737-1756      | Ямато-но-ками (大和守)   | Пятый нижний (従五位下) | 10,000 коку |
| 5                                 | Сакаи Тадатика (1747-1809) (яп. 酒井 忠鄰)  | 1756-1793      | Этидзэн-но-ками (越前守) | Пятый нижний (従五位下) | 10,000 коку |
| 6                                 | Сакаи Тадаёри (1775-1810) (яп. 酒井 忠和)   | 1793-1810      | Ямато-но-ками (大和守)   | Пятый нижний (従五位下) | 10,000 коку |
| 7                                 | Сакаи Тадацугу (1795-1851) (яп. 酒井 忠嗣)  | 1810-1851      | Этидзэн-но-ками (越前守) | Пятый нижний (従五位下) | 10,000 коку |
| 8                                 | Сакаи Тадакадзу (1823-1860) (яп. 酒井 忠一) | 1851-1860      | Аки-но-ками (安芸守)     | Пятый нижний (従五位下) | 10,000 коку |
| 9                                 | Сакаи Тадаёси (1858-1923) (яп. 酒井 忠美)   | 1860-1871      | Ямато-но-ками (大和守)   | Пятый нижний (従五位下) | 12,000 коку |